# Мордовсько-Коломасовське сільське поселення
Мордо́всько-Колома́совське сільське поселення (рос. Мордовско-Коломасовское сельское поселение) — муніципальне утворення у складі Ковилкінського району Мордовії, Росія. Адміністративний центр — село Мордовське Коломасово.

## Населення
Населення — 413 осіб (2019, 501 у 2010, 500 у 2002).

## Склад
До складу поселення входять такі населені пункти:
| Населений пункт             | Населення, осіб (2002) | Населення, осіб (2010) |
| --------------------------- | ---------------------- | ---------------------- |
| Мордовське Коломасово, село | 473                    | 480                    |
| Руське Коломасово, село     | 27                     | 21                     |